# Juice WRLD
Джаред Гіггінс (англ. Jared Higgins), відомий під псевдонімом Juice WRLD — американський репер, співак та автор пісень з Калумент Парку, Іллінойс, США. Насамперед відомий завдяки трекам «All Girls Are the Same», «Lucid Dreams», «Armed and Dangerous», «Lean wit Me», «Wasted», «Robbery» та «Hear Me Calling».

## Біографія
Народився 2 грудня 1998 року у Калумет Парку, одній із околиць Чикаго. Згодом переїхав до Гомвуда (Іллінойс), де ходив до Середньої школи Гомвуд-Флосмур (англ. Homewood-Flossmoor High School). Після розлучення батьків, виховувався матір'ю у багатодітній сім'ї.
Гіггінсова мама належала до консервативних християн та забороняла своєму сину слухати реп, однак Джаредові двоюрідні брати все ж таки познайомили його з творчістю таких виконавців як: Gucci Mane, Birdman та Lil Wayne. Навчившись гри на піаніно, він також освоїв гітару та барабани. Гіггінс серйозно зайнявся репом на другому році старшої школи. Станом на жовтень 2017 року, мешкав у Лос-Анджелесі, Каліфорнія, США.

## Смерть
8 грудня 2019 року, через шість днів після свого 21-го дня народження, Гіггінс переніс напад у аеропорті Чикаго Мідуей. За словами Чиказького поліцейського управління, у Гіггінса пішла кров з рота, коли медики прибули на місце. Він був доставлений в лікарню, де потім був визнаний мертвим. 22 січня 2020 року «Cook County Medical Examiner» заявила, що смерть Гіггінса є результатом великого вмісту оксикодону та кодеїну в крові.

## Кар'єра
Перші музичні спроби Гіггінса припадають на перший рік старшої школи. 2015 року під псевдонімом JuiceTheKidd виконавець опублікував на онлайн-платформі «СаундКлауд» свій дебютний трек «Forever». 2017 року світ побачив трек «Too Much Cash», який спродюсував Нік Міра, його сьогоднішній продюсер. Завантажуючи свої проекти на пісні на «СаундКлауд», Гіггінс задля заробітку протягом двох тижнів працював на фабриці. Долучившись до інтернет колективу «Internet Money», Гіггінс 15 червня 2017 року випустив свій дебютний повноцінний міні-альбом «9 9 9», який містив пісню «Lucid Dreams», що принесла йому перший успіх.
У грудні 2017 року Гіггінс випустив міні-альбом на три пісні — «Nothings Different», який фігурував на численних хіп-хоп блогах, як-от Lyrical Lemonade, який допоміг Гіггінсовому треку «All Girls Are the Same» здобути популярність. У лютому 2018 року світ побачив однойменний відео-кліп, режисером якого став Коул Беннетт. Після успіху «All Girls Are The Same», Гіггінс підписав контракт з лейблом Interscope Records, отримавши $3,000,000. Трек «All Girls Are the Same» також посів 92 сходинку у чарті Billboard Hot 100.
У травні 2018 року відбувся офіційний вихід синглу «Lucid Dreams» та однойменний відеокліп. Пісня дебютувала на 74 сходинці у чарті Billboard Hot 100, а згодом піднялась до 15 позиції. 23 травня 2018 року світ побачив дебютний студійний альбом виконавця — «Goodbye & Good Riddance». 8 березня 2019 року світ побачив другий студійний альбом виконавця — «Death Race For Love». Крім того, Гіггінс започаткував спільні проекти за участі Ski Mask the Slump God («Evil Twins») та Future («Wrld on Drugs»).

## Дискографія

### Студійні альбоми
| Назва                   | Деталі | Сходинка у чартах | Сходинка у чартах | Сходинка у чартах | Сходинка у чартах | Сходинка у чартах | Сходинка у чартах | Сходинка у чартах |
| Назва                   | Деталі | US                | DEN               | IRE               | NOR               | NZ                | SWE               | UK                |
| ----------------------- | --- | ----------------- | ----------------- | ----------------- | ----------------- | ----------------- | ----------------- | ----------------- |
| Goodbye & Good Riddance | - Вихід: 23 травня 2018 року - Лейбли: Grade A, Interscope - Формат: Електронне скачування, потокове мультимедія | 8                 | 22                | 59                | 22                | 17                | 26                | 87                |
| Death Race For Love     | - Вихід: 8 березня 2019 року - Лейбли: Grade A, Interscope - Формат: Електронне скачування, потокове мультимедія | 1                 | 4                 | 9                 | 6                 | 4                 | 4                 | 12                |
| Legend Never Die        | - Вихід: 10б липня 2020 року - Лейбли: Grade A, Interscope - Формат: Електронне скачування, потокове мультимедія | 1                 | 1                 | 1                 | 1                 | 1                 | 3                 | 1                 |

### Мікстейпи
| Назва | Деталі                                                                                          |
| ----- | ----------------------------------------------------------------------------------------------- |
| 9 9 9 | - Вихід: 15 червня 2017 - Лейбл: Самвидав - Формат: Електронне скачування, потокове мультимедія |

### Сингли
| Назва                                                                             | Рік  | Сходинка у чартах | Сходинка у чартах | Сходинка у чартах | Сходинка у чартах | Сходинка у чартах | Сходинка у чартах | Сходинка у чартах | Сходинка у чартах | Сертифікації                             | Альбом                            |
| Назва                                                                             | Рік  | US                | AUS               | CAN               | DEN               | GER               | NZ                | SWE               | UK                | Сертифікації                             | Альбом                            |
| --------------------------------------------------------------------------------- | ---- | ----------------- | ----------------- | ----------------- | ----------------- | ----------------- | ----------------- | ----------------- | ----------------- | ---------------------------------------- | --------------------------------- |
| «All Girls Are the Same»                                                          | 2018 | 41                | —                 | 54                | —                 | —                 | —                 | —                 | —                 |                                          | Goodbye & Good Riddance           |
| «Lucid Dreams»                                                                    | 2018 | 3                 | 8                 | 4                 | 12                | 36                | 3                 | 10                | 12                | - ARIA: Gold - MC: Platinum - RMNZ: Gold | 9 9 9 and Goodbye & Good Riddance |
| «Lean wit Me»                                                                     | 2018 | —                 | —                 | —                 | —                 | —                 | —                 | —                 | —                 |                                          | Goodbye & Good Riddance           |
| «Legends»                                                                         | 2018 | 65                | —                 | 97                | —                 | —                 | —                 | —                 | —                 |                                          | Too Soon..                        |
| «Wasted» (featuring Lil Uzi Vert)                                                 | 2018 | 67                | —                 | 69                | —                 | —                 | —                 | —                 | —                 |                                          | Goodbye & Good Riddance           |
| «—» denotes a recording that did not chart or was not released in that territory. |      |                   |                   |                   |                   |                   |                   |                   |                   |                                          |                                   |